# Trompet (typografi)
En trompet er den typografiske betegnelse for en linje, der kommer inden hovedrubrikken (overskrift). Den er sat i en mindre punktstørrelse. Den bliver især brugt i magasiner og aviser.
Trompet bliver også kaldet forrider eller overligger.